# Blimbingsari (Sooko)
Blimbingsari is een bestuurslaag in het regentschap Mojokerto van de provincie Oost-Java, Indonesië. Blimbingsari telt 3486 inwoners (volkstelling 2010).